# Habib Benglia
Habib Benglia, né le 25 août 1895 à Oran (Algérie) et mort le 2 décembre 1960 à l'hôpital Hôtel-Dieu à Paris 4e, est un acteur et danseur français. Il est le premier artiste noir français à connaître autant de succès dès les années 1920.

## Biographie
Né de parents caravaniers, originaire du Soudan français (actuel Mali), il a vécu toute son enfance à Tombouctou, avant de débarquer, avec ses parents, en France métropolitaine pour livrer des dromadaires au jardin d'acclimatation où se tenait l’exposition coloniale « les Nègres », en 1912.
Il décide de rester en France et il commence sa carrière en 1913, tant au théâtre qu’au cinéma, après avoir fait la connaissance de la comédienne et danseuse Régine Flory, qui l'a présenté à Cora Laparcerie, directrice du Théâtre de la Renaissance.
Mobilisé pour la Première Guerre mondiale, il intègre ensuite la compagnie de théâtre de Firmin Gémier qui aboutit au Théâtre National de l’Odéon avec Gaston Baty en 1922.
Benglia est ainsi le premier noir à jouer des rôles du répertoire classique, et il se retrouve aussi interprétant le rôle-titre de L'Empereur Jones (en) à l’Odéon en 1923, à l’âge de 27 ans. Il explore cependant d’autres aspects de son art : danse, revues, vaudeville... Le théâtre sous toutes ses formes reste sa passion pendant plus de 36 ans. C’est par le théâtre d’abord qu’il tient un rôle majeur dans la vie culturelle parisienne de l’entre-deux-guerres.
Benglia s’intéressa aussi au cinéma, mais le cinéma français ne lui propose guère de bons rôles. On le retrouve le plus souvent dans de petits rôles dans des films de seconde zone, mais aussi dans quelques films de propagande coloniale, parfois dans des rôles ridiculement exotiques. Quelques exceptions : Benglia tient la vedette dans Daïnah la métisse, il a des passages intéressants dans Sola ou Les Mystères de Paris, puis il fait une brève apparition dans Les Enfants du Paradis, un film où il ne travailla que deux jours (les 5 et 6 décembre 1943). Il est apparu au total dans une soixantaine de films. C'est la tessiture de sa voix grave qui fut la plus remarquable et qui détermina les rôles qui lui étaient confiés[réf. souhaitée].
Il n’y a que peu d’information sur  sa vie privée, mais il a trois enfants reconnus, Jean-François (Emmanuel) Benglia, Marie-Christine Benglia (dit Benglia-Bevington) et Miriem Benglia (dit Bertrand)[réf. souhaitée].

## Filmographie
- 1925 : Mon curé chez les riches d'Émile-Bernard Donatien
- 1926 : Yasmina d'André Hugon
- 1930 : La Femme et le Rossignol d'André Hugon : le chef de tribu
- 1930 : Cœurs perdus, court-métrage de Kerven et Pierre Schwab
- 1931 : Coiffeur pour dames de René Guissart
- 1931 : Sola d'Henri Diamant-Berger : l'Hindou
- 1931 : Tu seras duchesse de René Guissart
- 1931 : Razzia de Jacques Séverac
- 1931 : Daïnah la métisse, moyen métrage de Jean Grémillon
- 1932 : Champion de boxe, court-métrage de Robert Bossis
- 1934 : Nous irons a Tombouctou de René Petit et Eddy Max
- 1935 : Les Mystères de Paris de Félix Gandéra
- 1936 : L'Empreinte rouge de Maurice de Canonge
- 1936 : Les Gaietés du palace de Walter Kapps
- 1936 :  Nitchevo de Jacques de Baroncelli : un matelot
- 1936 : Le Roman d'un spahi de Michel Bernheim
- 1937 : Les Secrets de la mer Rouge de Richard Pottier
- 1937 : La Grande Illusion de Jean Renoir
- 1938 : Mon curé chez les riches de Jean Boyer
- 1938 : Les Rois de la flotte de René Pujol
- 1938 : Tempête sur l'Asie de Richard Oswald
- 1939 : L'Homme du Niger de Jacques de Baroncelli
- 1943 : Les Enfants du paradis, film en deux époques de Marcel Carné
- 1946 : Le Bateau à soupe de Maurice Gleize
- 1947 : La Figure de proue de Christian Stengel
- 1947 : La Renégate de Jacques Séverac
- 1949 : La Danseuse de Marrakech de Léon Mathot
- 1955 : Un missionnaire de Maurice Cloche
- 1955 : Le Voyage de Badabou, court métrage d'animation d'Henri Gruel : le narrateur
- 1955 : Tam-tam (Tam tam mayumbe) de Folco Quilici et Gian Gaspare Napolitano
- 1958 : Tamango de John Berry
- 1959 : Certains l'aiment froide de Jean Bastia
- 1959 : Les Racines du ciel / The Roots of Heaven de John Huston
- 1960 : Candide ou l'Optimisme au XXe siècle de Norbert Carbonnaux

## Théâtre
- 1913 : Le Minaret, mise en scène Jacques Richepin, Théâtre de la Renaissance, puis en tournée de 5 mois dans toute la France
- 1914 : Aphrodite de Pierre Louÿs, mise en scène Jacques Richepin, Théâtre de la Renaissance
- 1914 : L'Homme riche de Dupuis-Mazuel  et J-J. Frappon, mise en scène Jacques Richepin, Théâtre de la Renaissance
- 1919 : Œdipe roi de Thèbes de Saint-Georges de Bouhélier, écrite en vers, mise en scène Firmin Gémier, Cirque d'hiver
- 1920 : La Grande Pastorale de Charles Hellem et Pol d'Estoc, mise en scène Firmin Gémier, Cirque d'hiver
- 1920 : Les Mille et Une Nuits de Maurice Verne, mise en scène Firmin Gémier, Théâtre des Champs-Élysées
- 1920 : Le Simoun d'Henri-René Lenormand, mise en scène Gaston Baty, Comédie Montaigne
- 1920 : Le Loup de Gubbio d'AlbertBoussac de Saint-Marc, mise en scène Firmin Gémier, Comédie Montaigne
- 1922 : Le Dibbouk de Simon An-Ski, mise en scène Firmin Gémier, Studio des Champs-Elysées
- 1922 : Haya d'Herman Grégoire, mise en scène Habib Benglia, Baraque de la Chimère Saint-Germain-en-Laye
- 1922 : Charles VII chez ses grands Vassaux d'Alexandre Dumas, Théâtre Fémina
- 1922 : Le Coup de bambou de ?, mise en scène Gaston Baty, Théâtre de l'Odéon
- 1923 : Cyclone de Simon Gantillon, mise en scène Gaston Baty, Baraque de la Chimère Saint-Germain-en-Laye
- 1923 : Emperor Jones d'Eugene O'Neill, adaptation Maurice Bourgeois, mise en scène Firmin Gémier et Gaston Baty, Théâtre de l'Odéon
- 1923 : Comédies par les compagnies La Grimace et Les Pantins, Théâtre Michel
- 1923 : Le Simoun, reprise au Théâtre de l'Odéon
- 1924 : Cyclône, reprise au Théâtre de l'Odéon
- 1924 : Répertoire de Shakespeare, Molière. mise en scène Firmin Gémier, Théâtre de l'Odéon
- 1924 : Maïa (ou plus tard "Maya") de Simon Gantillon, mise en scène Gaston Baty, Studio des Champs-Elysées
- 1924 : À l'ombre du mal d'Henri-René Lenormand, mise en scène Gaston Baty, Studio des Champs-Elysées
- 1926 : Sic vos non vobis de Philippe Fauré-Frémiet, mise en scène Habib Benglia, direction Paulette Pax, Théâtre de Grenelle
- 1927 : L'Impératrice aux rochers de Saint-Georges de Bouhélier, musique d'Arthur Honegger
- 1927 : Maya reprise au Studio des Champs-Elysées
- 1927 : La Prison du vice de Georges Adriet, mise en scène Jack Jouvin, avec Anita Soler et Paul Azaïs, le Grand Guignol
- 1927 : La Grand'geste du monde de Philippe Fauré-Frémiet, avec Les comédiens de la Croix-Nivert, direction Paulette Pax, Théâtre de Grenelle
- 1928 : Le Dibbouk, reprise au Théâtre des Champs-Élysées, puis au Théâtre de l'Avenue
- 1928 : Le Pompier du Moulin Rouge, vaudeville de Marcel Simon, Théâtre de l'Eldorado
- 1928 : Gutlibi de Giovvacchino Forzano, mise en scène Habib Benglia, Théâtre de la Madeleine
- 1928 : Monsieur Legrain chez les fous de Pierre Daltour, mise en scène Pierre Daltour, Théâtre de la Renaissance
- 1928 : Maya, reprise au Théâtre de l'Avenue, puis en tournée en Italie avec Gaston Baty, mais la pièce est censurée pour New York
- 1928 : Terminus d'Henri Soumagne, au même programme que Maya, Théâtre de l'Avenue
- 1929 : L'Attachée d'Yves Mirande, un vaudeville de caractère politique, Théâtre du Palais-Royal, puis en tournée à Nice et Vichy
- 1930 : Le Simoun, reprise au Théâtre Pigalle
- 1931 : Le Marzouk d'Yvan Noé, Casino municipal de Nice et Palais des beaux-arts de Bruxelles
- 1931 : Gutlibi, reprise au Casino municipal de Nice
- 1931 : Le Dibbouk, reprise au Théâtre Montparnasse
- 1931 : Maya, reprise au Théâtre Montparnasse
- 1932 : Ces messieurs dames de Francis Carco, avec Cora Madou et Jean Sablon, Studio de Paris
- 1933 : À l'ombre du mal', reprise au Théâtre Montparnasse
- 1933 : Les Bootleggers de Nino, musique jazz de Manuel Rosenthal, Théâtre Pigalle
- 1933 : Tovaritch de Jacques Deval, avec Elvire Popesco et André Lefaur, Théâtre de Paris
- 1933 : À la bonhoure, revue avec les chansonniers Roger Ferréol et Marc Régnier, Théâtre des Capucines
- 1934 : La Joueuse de Madeleine et Jacques de Zogheb, mise en scène Habib Benglia, Studio des Champs-Elysées
- 1934 : Cyclône, reprise au Théâtre Montparnasse
- 1936 : La tour prends garde de Marc-Gilbert Sauvajon, avec Annie Ducaux, La Nouvelle Comédie
- 1937 : Jules César de Shakespeare, mise en scène Charles Dullin, Théâtre de l'Atelier
- 1937 : Pacifique d'Henri-René Lenormand, mise en scène Alice Cocéa, Théâtre des Ambassadeurs
- 1939 : Le Cargo de l'épouvante, Le Grand Guignol
- 1943 : Le Voyage de Thésée de Georges Neveux, mise en scène Jean Marchat, Théâtre des Mathurins
- 1946 : La Putain respectueuse de Jean-Paul Sartre, mise en scène Julien Bertheau, Théâtre Antoine
- 1947 : Les Mouches de Jean-Paul Sartre, Tournée en juin à Baden-Baden
- 1948 : Maya, reprise sous la direction de Marguerite Jamois, Théâtre Montparnasse
- 1949 : La Putain respectueuse, reprise au Casino de Vichy
- 1950 : Emperor Jones, reprise avec la Compagnie Les Griots, sous la direction d'Habib Benglia, Maison de la pensée française

## Spectacles
- 1921 : Revue de mai, mise en scène Béretta, Théâtre de l'Apollo
- 1922 : C'est de la folie, revue Folies-Bergère
- 1923 : Récital, Baraque de la Chimère
- 1925 : Danse et Poésie, Exposition de 1925 Rond-point des Champs-Elysées
- 1925 : Un soir de folie, revue, Folies-Bergère
- 1926 : Sinistrés de la Guadeloupe, gala, Salle Pleyel
- 1927 : La Poésie moderne, salon d'automne, Grand Palais
- 1931 : Exposition coloniale galas le 13 juillet et 14 aout, Porte Dorée
- 1931 : Le Train bleu, cabaret, direction Habib Benglia
- 1932 : Les Corsaires, cabaret. direction Habib Benglia
- 1933 : Le Cœur et la Poésie, gala, Le Colisée
- 1936 : Bal des Bijoux, revue, mise en scène Jacques Deval, Marigny
- 1942 : Revue nègre, mise en scène Habib Benglia pour Barbier Lefranc, Centre Vogade, Nice
- 1942 : Revue nègre, mise en scène Habib Benglia pour Société Fermoir, Casino municipal, Cannes
- 1942 : Revue nègre, mise en scène Habib Benglia pour Mariane Michele, Musique Légère, Marseille
- 1943 : 7 de la radio, revue, pour Pascal Bastia, tournée en région sud
- 1944 : Forces françaises combattantes, gala, Théâtre des Champs-Élysées
- 1945 : Grandes nuits d'Afrique, gala pour les étudiants africains, Musée de la France d'outre mer
- 1946 : Grandes nuits d'Afrique, gala pour les étudiants africains, Musée de la France d'outre mer
- 1947 : Grandes nuits d'Afrique, gala pour les étudiants africains, Musée de la France d'outre mer
- 1947 : Le Burnous, gala, contes et poèmes, Palais de Chaillot
- 1948 : Grandes nuits d'Afrique, gala pour les étudiants africains, Musée de la France d'outre mer
- 1949 : Grandes nuits d'Afrique, gala pour les étudiants africains, Musée de la France d'outre mer
- 1950 : Grandes nuits d'Afrique, gala pour les étudiants africains, Musée de la France d'outre mer
- 1950 : L'enchanteur est à Cannes, revue, Palm Beach casino, Cannes
- 1952 : Satan conduit le bal, gala, Palm Beach casino, Cannes

## Radio
- 1947 : Les Raisins de la colère de John Steinbeck, réalisation Jean-Jacques Vierne
- 1948 : Féerie antillaise
- 1950 : Un soir à Bamako de Habib Benglia, diffusion RTF en février
- 1953 : La radio était là, enregistrements pour Programmes de France
- 1953 : Émissions RTF 1953, enregistrements réguliers pour SOFIRAD
- 1954 : Émissions RTF 1954, enregistrements réguliers pour SOFIRAD
- 1955 : Émissions RTF 1955, enregistrements réguliers pour SORAFOM
- 1956 : Émissions RTF 1956, enregistrements réguliers pour SORAFOM
- 1957 : Émissions RTF 1957, enregistrements réguliers pour SORAFOM
- 1958 : Émissions RTF 1958, enregistrements réguliers pour SORAFOM
- 1959 : Histoires comme ça, diffusion RTF de mars à septembre
- 1959 : Si Paris m'était conté
- 1959 : Le Mariage de Belzébuth de Habib Benglia, diffusé le 22 novembre
- 1959 : Le Livre de la jungle de Rudyard Kipling, diffusé en décembre
- 1960 : Seigneur Sahara de Habib Benglia, contrat du 19 septembre avec la Radiodiffusion Belge

## Hommages
Le 25 août 2023, un Google Doodle lui est consacré à l'occasion du 128e anniversaire de sa naissance,.